# Хронологія розвитку психології
Ця стаття містить список загальної хронології психології.

## Давня історія – до н.е.
- 1550 до н.е. – Папірус Еберса згадує депресію та розлади мислення[en].[1]
- 600 до н.е. – у багатьох містах Греції були храми Асклепія, які надавали ліки проти психосоматичних захворювань.[2]
- 540–475 до н.е. Геракліт[3]
- 500 до н.е. Алкмеон[3] — запропонував теорію гумору як регуляції людської поведінки (подібно до елементів Емпедокла)
- 500–428 до н.е. Анаксагор[3]
- 490–430 до н.е. Емпедокл[3] запропонував першу природну, нерелігійну систему факторів, які створюють речі навколо, включно з людськими характерами. У своїй моделі він використав чотири елементи (воду, вогонь, землю, повітря) і чотири пори року, щоб вивести різноманітність природних систем.
- 490–421 до н.е. Протагор[3]
- 470–399 до н.е. Сократ[3] – Сократа називають батьком західної філософії, хоча б через його вплив на Платона й Арістотеля. Сократ зробив великий внесок у педагогіку завдяки своєму діалектичному методу та в епістемологію завдяки своєму визначенню справжнього знання як істинної віри, підкріпленої певним раціональним обґрунтуванням.
- 470–370 до н.е. Демокріт[3] – Демокріт розрізняв недостатнє знання, отримане за допомогою почуттів, і легітимне знання, отримане через інтелект — рання позиція щодо епістемології.
- 460–370 до н.е. – Гіппократ запровадив принципи наукової медицини, засновані на натуралістичних спостереженнях і логіці, і заперечував вплив духів і демонів на хвороби. Ввів поняття «temperamentum» («суміш», тобто 4 типи темпераменту, засновані на співвідношенні між хімічними системами організму.[4][5] Гіппократ був одним із перших лікарів, який стверджував, що мозок, а не серце є органом психічних процесів.
- 387 до н.е. – Платон припустив, що мозок є центром розумових процесів. Погляд Платона на «душу» (я) полягає в тому, що тіло існує, щоб служити душі: «Бог створив душу перед тілом і дав їй перевагу як у часі, так і в цінності, і зробив її панівною і контролюючою партнером» від Тімея.[6]
- 350 до н.е. – Арістотель писав про psuchê (душу) в De Anima, вперше згадавши концепцію tabula rasa розуму.
- 340 до н.е. – Праксагор[en]
- 371–288 до н.е. Теофраст[3]
- 341–270 до н.е. Епікур[3]
- 320 до н.е. Герофіл[3]
- 300–30 до н.е. Зенон із Кітіона викладав філософію стоїцизму, що включає логіку й етику. У логіці він розрізняв недосконале знання, отримане від чуттів, і вище знання, запропоноване розумом. В етиці він вчив, що чеснота полягає в розумі, а порок — у відмові від розуму. Стоїцизм надихнув Аарона Бека на впровадження когнітивно-поведінкової терапії у 1970-х роках.[7]
- 304–250 до н.е. Ерасистрат[3]
- 123–43 до н.е. – Темісон Лаодікейський був учнем Асклепіада Віфінського та заснував школу медичної думки, відому як «методизм». Соранус критикував його за жорстоке поводження з психічно хворими. Серед його приписів були темрява, стримування ланцюгами, позбавлення їжі та пиття. Ювенал критикував його і припускав, що він убив більше пацієнтів, ніж вилікував.
- 100 до н.е. – Сувої Мертвого моря відзначають поділ людської природи на два темпераменти.[8]